# Jugoslavenske tajne službe
Jugoslavenske tajne službe su bile: OZNA, UDBA i KOS.

## OZNA
OZNA (akronim od Odjeljenje zaštite naroda), jugoslavenska sigurnosno–obavještajna organizacija nastala odlukom vrhovnoga zapovjednika NOV i POJ Josipa Broza-Tita od 13. svibnja 1944. pri Povjereništvu za narodnu obranu NKOJ. Proizišla je iz Odseka za zaštitu naroda, stvorenoga 1943. Jedinstvena i centralizirana organizacija koja je bila ustrojena po vojnim načelima, a bavila se uglavnom unutarnjim poslovima. Tijekom ljeta 1944. počelo je organiziranje OZNE i postrojba PPK-a (Protiv pete kolone). Te su dvije organizacije bile zadužene za otkrivanje, hvatanje i kažnjavanje (likvidaciju) špijuna i »narodnih neprijatelja«. Do proljeća 1945. otkriven je i uhvaćen veći broj špijuna i kolaboracionista, od kojih su neki likvidirani. Nekima krivnja nikada nije dokazana. OZNA je djelovala na temelju dojava, pa su uhićenja često bila rezultat osobnih sukoba i želje za osvetom.
Činjenica je da pripadnike OZNE u njihovu radu nije kontrolirao nitko osim njihovih nadređenih u samoj organizaciji. Na početku 1945. pod nazivom Zadaci NOO-a pri oslobođenju u novim krajevima utvrđen je postupak preuzimanja gradova i uklanjanja neprijateljskih elemenata prema kojem je u oslobođenim mjestima OZNA imala najvažniju ulogu, odnosno neograničenu vlast. Podređeni su joj bili svi organi civilne vlasti i vojska. Samovoljna uhićenja i likvidacije u sklopu proganjanja »narodnih neprijatelja« provodila je tijekom cijele 1945., bez obzira na negodovanje naroda, a ponekad i NOO-a. Imala je ovlasti na području cijele države, s odsjecima pri glavnim stožerima i svim postrojbama jugoslavenske vojske. Godine 1946. OZNA je preustrojena, pa je umjesto nje, u sastavu saveznog Ministarstva unutrašnjih poslova, uspostavljena Uprava državne bezbednosti (UDBA).

## UDBA
UDBA, kratica i najčešće rabljen naziv za Upravu državne bezbjednosti, jugoslavensku tajnu policiju. Organizacija nastala preustrojavanjem OZNE (Odjeljenje zaštite naroda) 1946. U suradnji s Narodnom milicijom i Korpusom narodne obrane Jugoslavije (KNOJ) borila se protiv ostataka kolaboracionističkih snaga, pristaša Rezolucije Informbiroa (IB) i protivnika komun. režima. Tijekom suprotstavljanja Informbirou 1948. – 1953. iznimno je ojačala te je pod vodstvom Aleksandra Rankovića izmaknula kontroli. U zemlji se najviše bavila suzbijanjem krijumčarenja i crnog tržišta. Na čelo UDBE i organizacija po svim većim gradovima sredinom 1950-ih postavljeni su novi ljudi. Od 1964. djeluje pod nazivom Služba državne bezbjednosti (SDB). Moćna tajna služba djelovala je kao “sila iznad društva” (iznad SKJ) te, u sukobu s tadašnjim liberalnim tendencijama u Savezu komunista, Josip Broz Tito se nakon »afere prisluškivanja« (1966.), kojemu je i sam bio izložen, odlučuje za politički obračun s glavnim šefovima službe Aleksandrom Rankovićem i Svetislavom Stefanovićem.
Brijunski plenum je naziv za IV. plenum CK SKJ održan 1. srpnja 1966., na kojemu je uklonjen s položaja potpredsjednika SFRJ Aleksandar Ranković te ograničena velika moć Službe državne sigurnosti. Ovim plenumom započeo je proces liberalizacije političkog i ekonomskog života i ekonomsko-političke reforme.  Nakon afere prisluškivanja, niza nezakonitosti, a potom i smjenjivanja Aleksandra Rankovića, došlo je do radikalnijih kadrovskih promjena. Zakonom o unutarnjim poslovima iz 1966. određene su promjene statusa i ovlasti organizacije. Proces liberalizacije političkog i ekonomskog života zaustavljen je 1968. ponovno intervencijom Službe državne sigurnosti u gušenju studentskih nemira. Za Hrvatskog proljeća 1971. i 1972. služba se ponovno eksponirala kao najvažniji element državne represije. Definitivno su učinci Brijunskog plenuma poništeni obnovom dogmatizma 1972. Mnogobrojni građani različita imovnog i društvenog položaja, a posebice političari, radili su kao njezini doušnici. Do kraja postojanja ostala je tajnovitom.

## KOS
KOS, (kratica od Kontraobavještajna služba), protuobavještajna služba državnog aparata SFRJ osnovana sredinom 1952., kada se iz UDBE izdvojilo područje vojne sigurnosti. Vojna služba u bivšoj Jugoslaviji koja se bavila organiziranom obranom od stranih obavještajnih službi, 1966. preimenovana je u Upravu sigurnosti JNA. U prvoj fazi bavila se borbom protiv »informbiroovske emigracije«. U drugoj fazi, od početka 1960-ih, bavila se prikupljanjem podataka o »neprijateljskoj emigraciji«, protivnicima režima izvan zemlje i njihovim vezama s »unutaranjim neprijateljem«. KOS se obračunavao s pripadnicima hrvatske dijaspore koji su na bilo koji način osporavali SFRJ. Uz njezinu djelatnost vezuju se aktivnosti protiv demokratskog preustroja zemlje, napose protiv osamostaljivanja republika i vojne intervencije JNA. Za raspada SFRJ različitim je subverzivnim i terorističkim akcijama (Operacije "Labrador" i "Opera") nastojao onemogućiti uspostavu Republike Hrvatske.

## Unutarnje poveznice
- OZNA, UDBA, KOS
- Jugoslavenske tajne službe (serijal)

## Vanjske poveznice
- Izvješće o radu Komisije za utvrđivanje ratnih i poratnih žrtava Hrvatskoga državnog sabora  Arhivirana inačica izvorne stranice od 25. veljače 2017. (Wayback Machine)

1. Izvješće o radu Komisije za utvrđivanje ratnih i poratnih žrtava (1. – 21.- str.)
2. IzvješćeVijeća za utvrđivanje poratnih žrtavakomunističkog sustava ubijenih u inozemstvu iste komisije (21. – 43. str.)
3. Grobovi i grobišta u RH (43. – 103. str.)
4. u Bosni i Hercegovini (103. – 109. str.)
5. u Republici Sloveniji (110. – 116. str.)
6. Antropološka istraživanja (117. – 124. str.)